# Dalila

Gerard van Honthorst, Dalila e Sansone

Dàlila  (dall'ebraico דלילה, Dlila, "colei che indebolisce o impoverisce o sradica") è un personaggio biblico protagonista del capitolo 16 del libro dei Giudici.

## Il racconto
È una donna della valle del fiume  Sorek e Sansone si innamora di lei. Di ciò approfittano i capi dei Filistei, che le promettono molto denaro affinché ella, usando le sue arti di seduzione, si faccia rivelare da Sansone il segreto della sua forza. Alla domanda di Dalila, Sansone per tre volte risponde con una motivazione che si rivela sbagliata, finché, dopo molte insistenze, Sansone cede e le rivela che la sua forza proviene dalla sua condizione di nazireo, cioè dal fatto che non si è mai tagliato i capelli. Così quando Dalila gli fa radere il capo, Sansone perde le forze e i filistei hanno la meglio su di lui.

## Significato
Il nome di Dalila è con tutta probabilità un epiteto ("traditrice"), più che un nome proprio.
A parte quanto dice il testo biblico, non sappiamo nulla di questa donna, né del tipo di unione che la legò per qualche tempo a Sansone. Potrebbe essere stata una prostituta, così come una donna che non ebbe nulla in contrario a convivere con Sansone. In genere si pensa che fosse filistea, ma potrebbe essere anche israelita.
Secondo una tradizione medievale, ella si sarebbe distinta per una capigliatura rossiccia tipica della figura del traditore/traditrice (Giuda, Saul, Gano, ecc.).
Le domande di Dalila sottintendono l'idea che la forza di Sansone avesse origini magiche.

## Opere d'arte

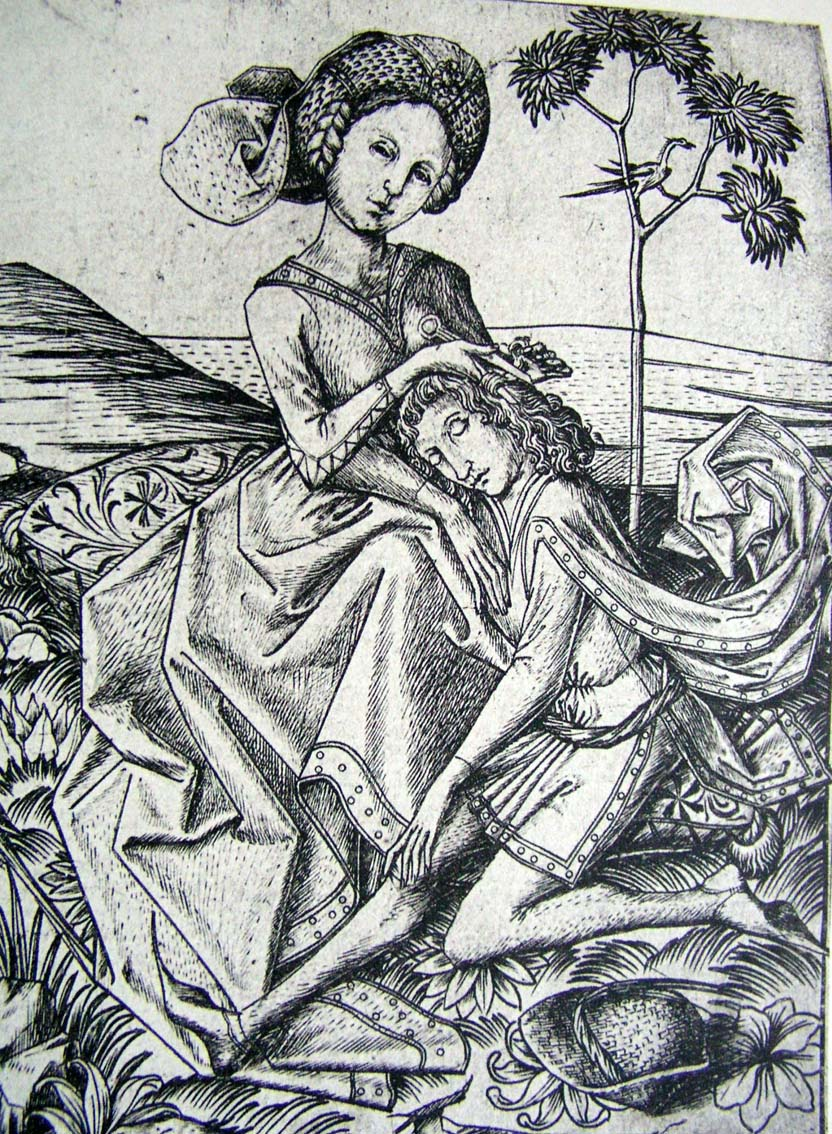
Mastro E. S., Dalila taglia i capelli di Sansone, 1460/1465
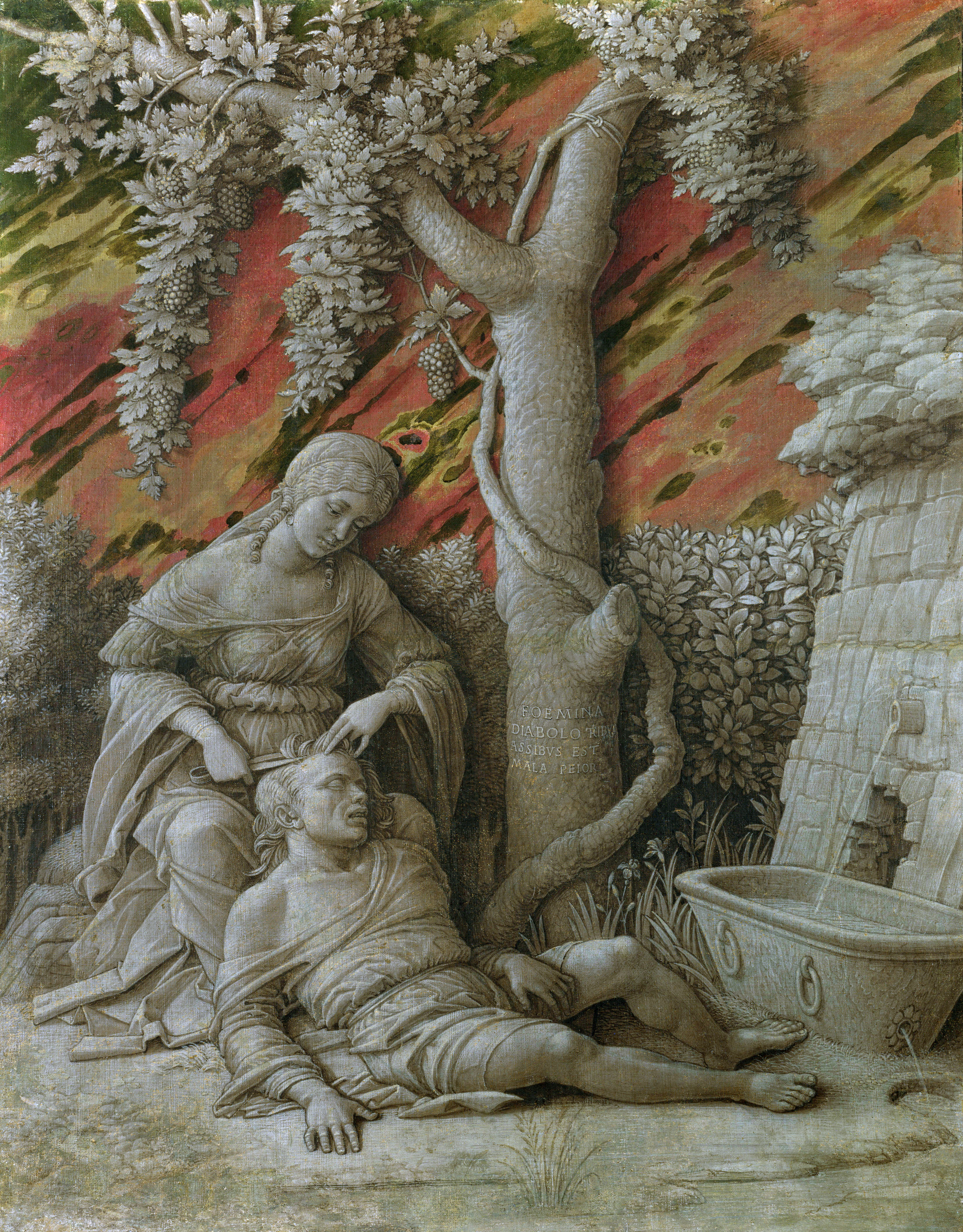
Andrea Mantegna, Dalila taglia i capelli a Sansone
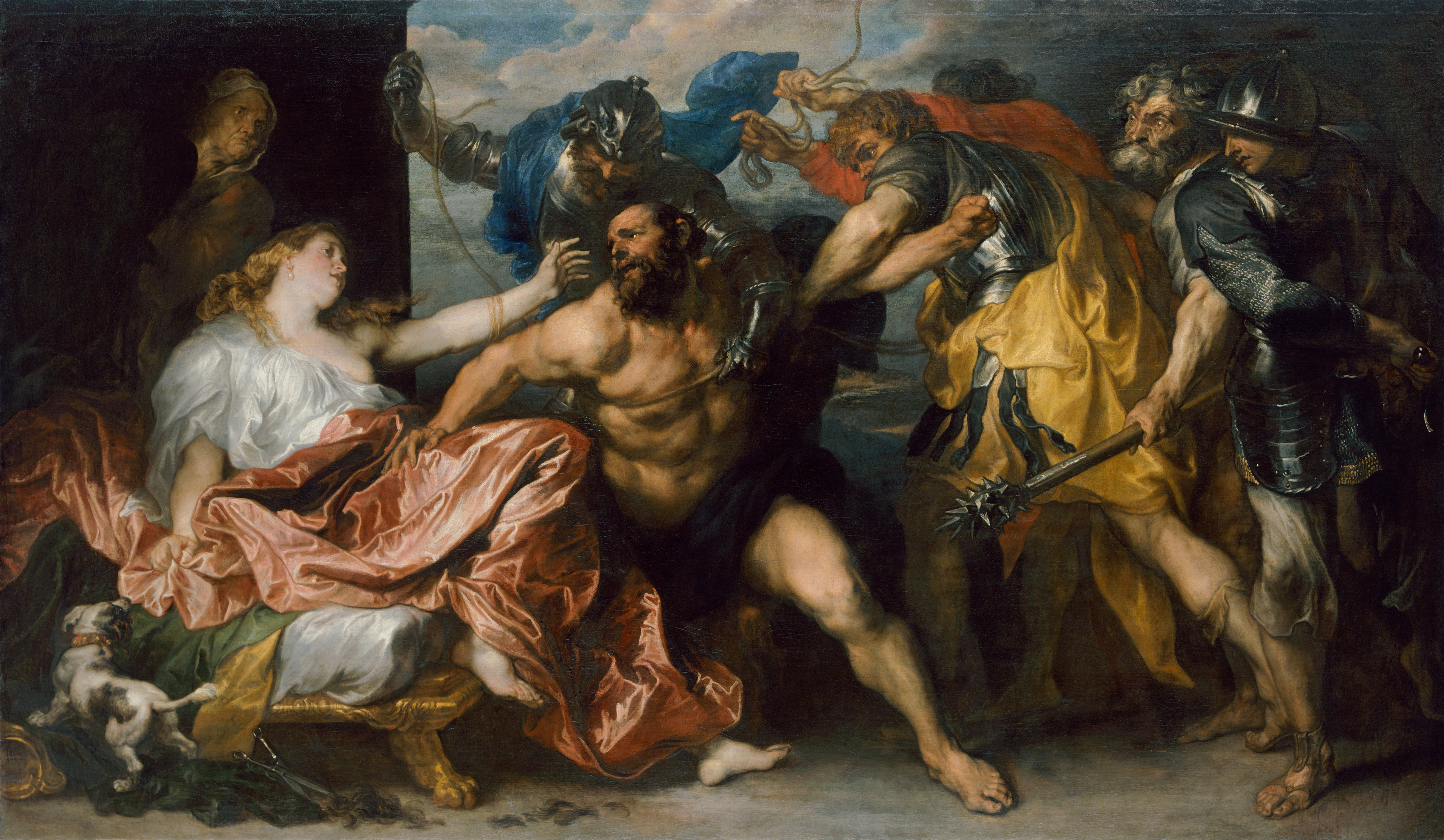
Antoon van Dyck (1599-1641), Sansone e Dalila
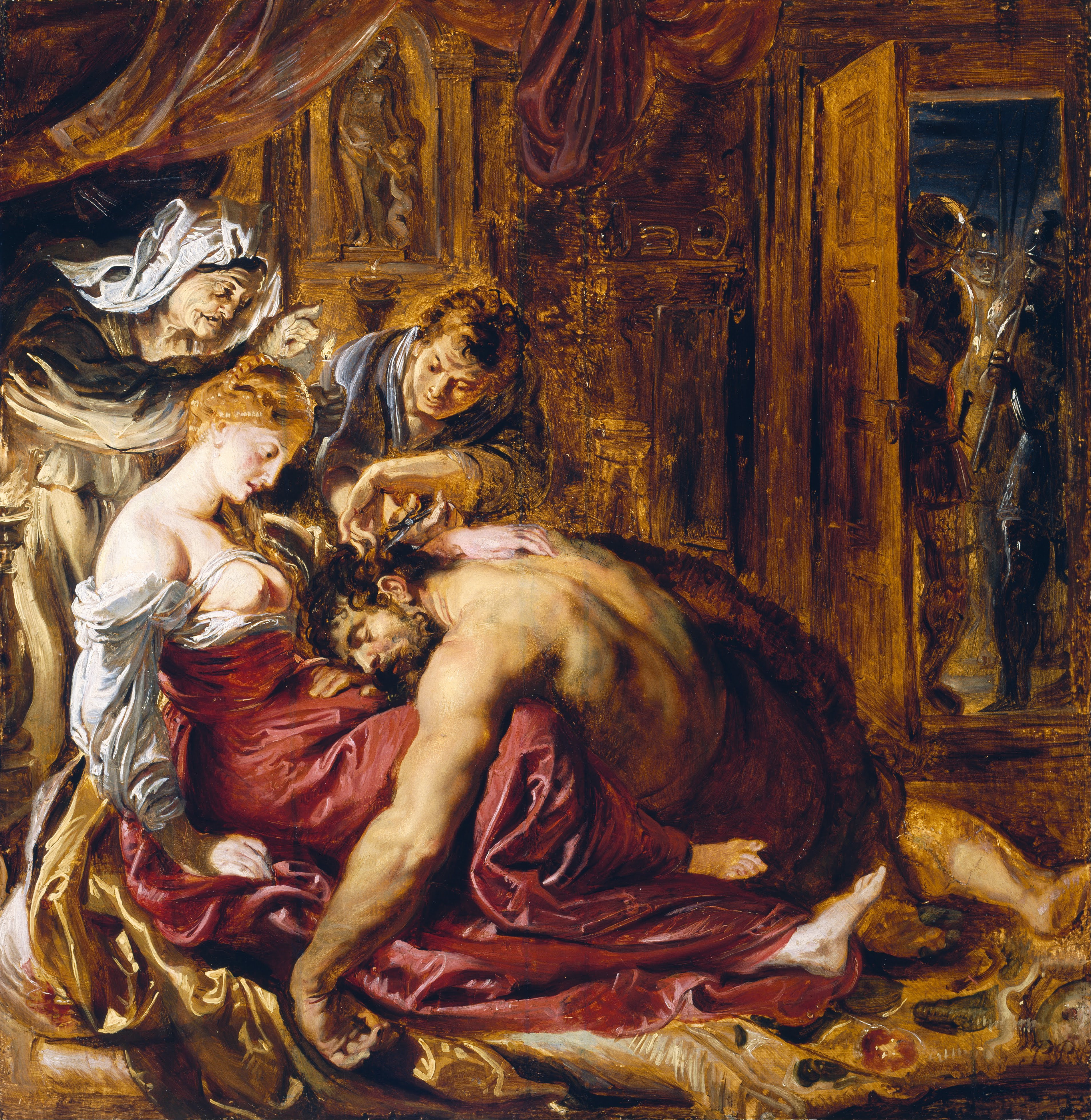
Peter Paul Rubens (1577-1640), Sansone e Dalila
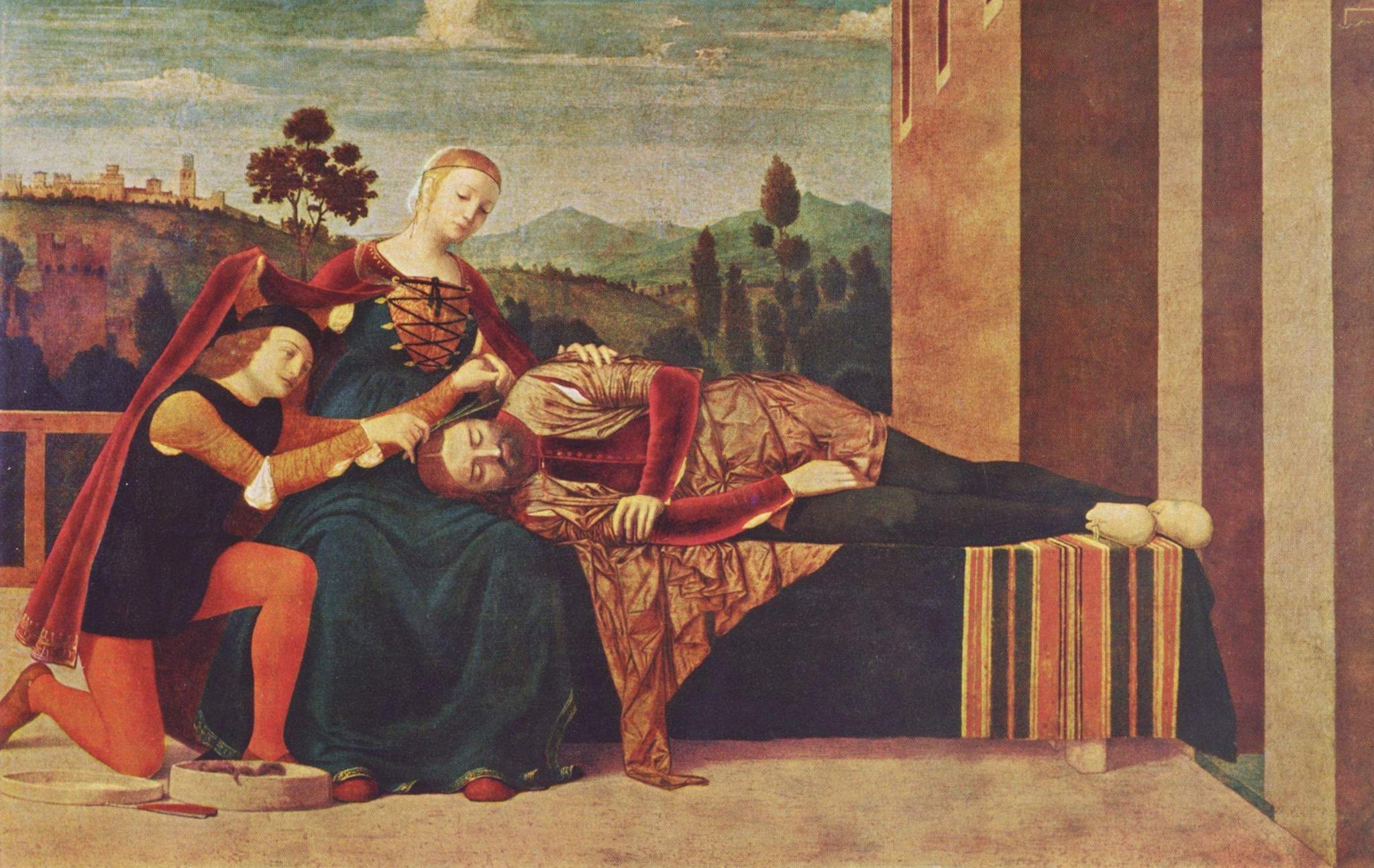
Francesco Morone, Sansone e Dalila
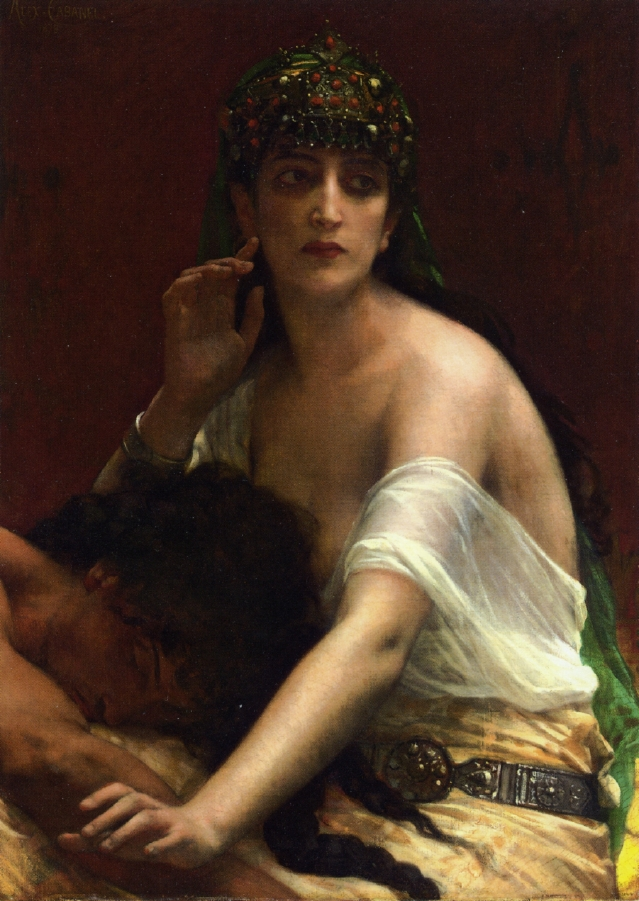
Alexandre Cabanel, Sansone e Dalila
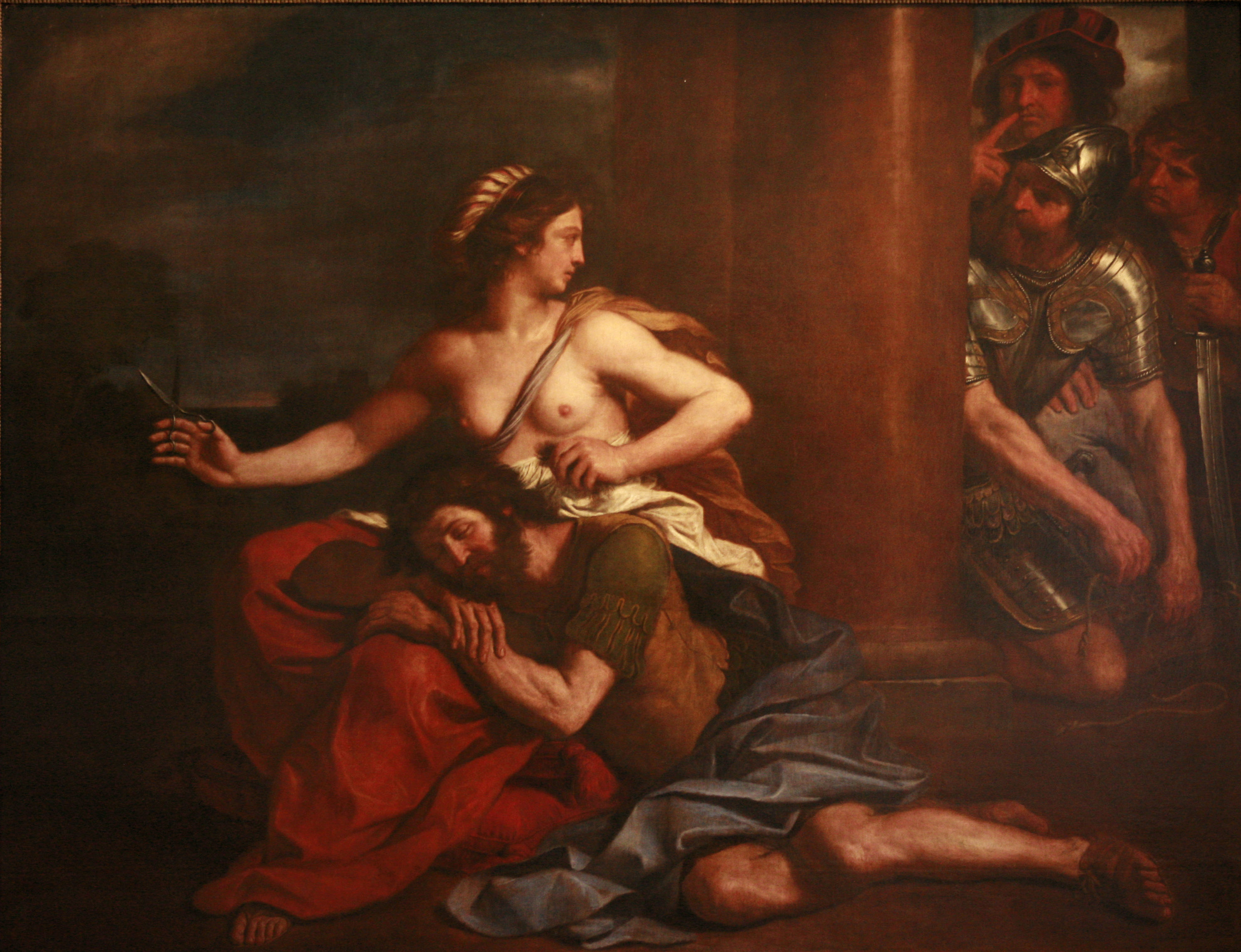
Guercino, Sansone e Dalila